# Agostino Pace
 (juin 2025).
Agostino Pace, parfois crédité sous le nom de Pace, est un scénographe, chef décorateur, directeur artistique et costumier de théâtre et de cinéma.
Extrêmement prolifique au théâtre depuis la fin des années 1950, il est particulièrement connu pour avoir réalisé les costumes du film musical de Jacques Demy Peau d'âne en 1970.

## Biographie
Né à Tunis en 1936, Pace fait des études de peinture à l'École de Beaux Arts de Tunis puis de lithogravure à l'École nationale supérieure des Beaux Arts de Paris. Il part à Venise pour peindre. À son retour à paris, à la fin des années 1950, il rencontre un jeune metteur en scène, Antoine Bourseiller, et assure pendant quatre ans tous les décors et costumes de sa compagnie au Studio des Champs-Élysées. Ce point de départ de sa création scénique, qui compte aujourd'hui plus de deux cents réalisations, se poursuivra dans plusieurs disciplines. Pour le théâtre et l'opéra auprès de metteurs en scène comme Claude Régy, Jean-Louis Barrault, Jacques Echantillon, Georges Lavelli, Georges Werler, mais également au cinéma avec Charles Belmont, Alain Resnais, Jacques Demy, Jacques Deray, à la télévision avec Michel Dumoulin, au casino de Paris dans la revue Zizi je t'aime de Roland Petit, pour le ballet avec Roland Petit et Jean Babilée. Sa pratique pluridisciplinaire lui a forgé un vocabulaire plastique étendue mise au service d'une œuvre et d'une mise en scène. A ce jour il continue son parcours en créant des Variations scéniques.

## Théâtre
- 2010 : Le Roi se meurt d'Eugène Ionesco, mise en scène Georges Werler, Comédie des Champs Elysées, Paris (décors)
- 2010 : Henri IV Le bien aimé de Daniel Colas, mise en scène Daniel Colas, théâtre des Mathurins, Paris (décors)
- 2011 : Collaboration de Ronald Harwood, mise enscène Georges Werler, théâtre des Variétés - création Paris (décors)
- 2012 : Love de Murray Schisgal, mise en scène Jean-Laurent Silvi, théâtre du Petit Saint-Martin, Paris (décors)
- 2012 : Le Roi se meurt d'Eugène Ionesco, mise en scène Georges Werler, théâtre des Nouveautés, Paris - nouvelle version (décors)
- 2014 : Le Roi se meurt d'Eugène Ionesco, mie en scène Georges Werler, théâtre Hébertot, Paris (décors)
- 2015 : Le Roi se meurt d'Eugène Ionesco, mise en scène Georges Werler, théâtre de Paris, Pais (décors)
- 2015 : A Tort et à raison de Ronald Hartwood, mise en scène de Georges Werler, théâtre Hébertot, Paris (décors)
- 2017 : Alma Mahler de Marc Delaruelle, mise en scène Georges Werler, théâtre du Petit Montparnasse, Paris (décors)

Sources : Association de la régie théâtrale, Les Archives du théâtre. 

## Filmographie

### Cinéma
- 1968 : L'Écume des jours de Charles Belmont (décors)
- 1968 : Je t'aime, je t'aime d'Alain Resnais (décors)
- 1969 : La Piscine de Jacques Deray (décors)
- 1970 : Peau d'âne de Jacques Demy (costumes)
- 1970 : Cran d'arrêt d'Yves Boisset (décors)
- 1972 : Le Petit Poucet de Michel Boisrond (décors)
- 1972 : Rak de Charles Belmont (décors)
- 1977 : L'Ombre et la Nuit de Jean-Louis Leconte (décors)
- 1993 : La Légende de Jérôme Diamant-Berger (décors)

### Télévision
- Naïves Hirondelles de Roland Dubillard, réalisation Michel Genoux (décors)
- 1985 : Les Bonnes de Jean Genet, réalisation Michel Dumoulin (décors et costumes)
- 1986 : Alekan, la lumière, la mémoire, documentaire de Michel Dumoulin, FR3 « Océaniques » (décors)
- 1988 : Elle est là de Nathalie Sarraute, réalisation Michel Dumoulin (décors et costumes)
- 1997 : Le Bavard de Louis-René des Forêts, mise en scène Michel Dumoulin (scénographie)

## Expositions
- 1991 : « 40 architectes de moins de 40 ans, 2e partie », exposition d'architecture, commissaire Patrice Goulet, Institut français d'architecture (IFA) (scénographie)
- 1992 : « La Logique et la complexité dans l'œuvre de Renaudie », exposition d'architecture, commissaire Patrice Goulet, Institut français d'architecture (IFA) (scénographie)
- 1992 : « Architectures de l'électricité », exposition d'architecture, commissaire Maurice Culot, Fondation EDF et Institut français de l'architecture (IFA), Espace Electra, Paris (scénographie)
- 1996 : « Gabetti et Isola », exposition d'architecture, commissaire Patrice Goulet, Institut français d'architecture (IFA) (scénographie)